# Оканоган (округ)
Округ Оканоган (англ. Okanogan County) — округ штата Вашингтон, США. Население округа на 2000 год составляло 39 564 человек. Административный центр округа — город Оканоган.

## История
Округ Оканоган основан в 1888 году.

## География
Округ занимает площадь 13644,1 км2.

## Демография
Согласно переписи населения 2010 года, в округе Оканоган проживало 41 120 человек (данные Бюро переписи населения США). Плотность населения составляла 3 человека на квадратный километр.